# Fotheringhay
Fotheringhay är en by och civil parish i Northamptonshire i England. Den är främst känd för att det var platsen för Fotheringhay (eller Fotheringay) Castle som raserades 1627. Det finns inget kvar utom kullen på vilken borgen bygges över en utmärkt utsikt över floden Nene.
Borgen var hertigarna av Yorks hem.  Rikard III av England föddes där 1452, och hans far Rikard, hertig av York återbegravdes i den näraliggande kyrkan  1476.
Det var även på Fotheringhay Maria Stuart prövades och halshöggs 1587, och hennes lik låg där i några månader innan det slutligen begravdes i Westminster Abbey.  Det sägs ofta att Jakob I förstörde borgen för att modern hade dödats där, men det är inte sant - borgen hade förfallit, så den måste rivas och stenarna användes till andra byggnader. 
Den stora Fotheringhay Church med sitt höga och distinkta torn är den enda delen av originalbyggnaden som byggdes 1434. 
Nene Way är en promenadväg som löper genom byn.